# Anticarsia prona
Anticarsia prona är en fjärilsart som beskrevs av Heinrich Benno Möschler 1880. Anticarsia prona ingår i släktet Anticarsia och familjen nattflyn. Inga underarter finns listade i Catalogue of Life.